# Hans Christian Tscherning
Hans Christian Tscherning, född 29 april 1804 i Middelfart, död 19 januari 1886, var en dansk veterinär.
Tscherning avlade farmaceutisk examen 1822, kirurgisk examen 1829 och anställdes 1830 som tredjelärare vid den danska veterinärskolan. År 1836 tog han djurläkarexamen, företog en tvåårig studieresa till utlandet och blev 1844 andrelärare vid skolan. Vid inrättandet av Veterinær- og Landbohøjskolen 1858 fick han avsked och utnämndes till veterinärfysikus för Danmark (1863 tillika för Slesvig); en befattning vilken han innehade intill 1869; samma år utnämndes han till etatsråd.
Tscherning undervisade bland annat i statsveterinärvetenskap, men sina främsta insatser gjorde han som veterinärfysikus genom att bekämpa elakartade smittor som till exempel rots, elakartad lungsjuka hos nötkreatur och skabb hos får. Av hans skrifter kan nämnas Efterretning om den kongelige danske veterinærskole (1851) och Beretning om forsøg med indpodning af snive (1858-59).